# 佩氏棘花鮨
佩氏棘花鮨，又稱佩氏棘花鱸，為輻鰭魚綱鱸形目鱸亞目鮨科的其中一種，分布於西印度洋的模里西斯及南非海域，棲息深度50-95公尺，體長可達4.8公分，生活在礁石區，成對活動，為底棲性魚類，屬肉食性，可做為食用魚及觀賞魚。

## 擴展閱讀
維基物種上的相關：佩氏棘花鮨